# Polyethylenglycol 400
 Denne artikel bør gennemlæses af en person med fagkendskab for at sikre den faglige korrekthed.

 Der er for få eller ingen kildehenvisninger i denne artikel, hvilket er et problem. Du kan hjælpe ved at angive troværdige kilder til de påstande, som fremføres i artiklen.

PEG 400 (polyethylenglycol 400) er en kvalitet af polyethylenglycol med lav molekylvægt. Det er en klar, farveløs, viskos væske. Dels på grund af sin lave toksicitet, er PEG 400 meget udbredt i en række farmaceutiske midler.
| Kemi | Spire Denne artikel om kemi er en spire som bør udbygges. Du er velkommen til at hjælpe Wikipedia ved at udvide den. |